# Маринцель, Антон
Антон Антонович Маринцель (серб. Антон Антоне Маринцељ, словен. Anton Antona Marincelj; 10 февраля 1917, Баня-Лока — 26 января 1943, Горни-Айдовец) — югославский словенский партизан времён Народно-освободительной войны, Народный герой Югославии.

## Биография
Родился 10 февраля 1917 в Баня-Локе близ Кочевья. Окончил начальную школу, работал в угольной шахте. После оккупации Югославии в мае 1941 года вступил в Освободительный фронт Словении, а в марте 1942 года с группой шахтёров был принят в Южнодоленьский партизанский отряд. Член КПЮ с 1941 года. В партизанских рядах известен под псевдонимом «Янко».
Довольно быстро Маринцель стал командиром роты, а затем возглавил 2-й батальон Кочевского партизанского отряда из 3-й группы. После образования 1-й словенской пролетарской бригады имени Тоне Томшича в начале июля 1942 года назначен командиром 3-го батальона в бригаде.
В декабре 1942 года Антон был ранен в боях против словенских «белогвардейцев» и итальянских жандармов. 26 января 1943 в больнице партизан в Горни-Айдовце от полученных ранений он скончался.
27 ноября 1943 указом Иосипа Броза Тито ему было посмертно присвоено звание Народного героя Югославии.